# Anthony Ian Berkeley
Anthony Ian Berkeley (15 de novembro de 1964 - 15 de julho de 2001), mais conhecido pelo seu nome artístico Poetic, foi um rapper estadunidense. Berkeley também foi fundador do grupo de hip hop Gravediggaz, onde ficou conhecido pela alcunha The Grym Reaper. Morreu de um câncer colorretal, diagnosticado há quatro meses.

## Discografia solo

### Álbuns
- Drop Signal (1989) (não-lançado)

### Singles
- Poetical Terror / God Made Me Funky (1989)